# セボン (不動産会社)
セボンとは、東京都新宿区に本社を置く不動産会社。
タウンハウス建築で名をはせていた。

## 沿革
- 1974年、大伸フード株式会社として設立。
- 2000年、社名をセボン株式会社に変更｡
- 2002年、本社を新宿に移転｡

ラブホテル投資で特別損失計上
- 2006年、旭ホームズに出資｡

建物瑕疵で多くのクレーム発生。
その後、ラブホテル投資で特別損失計上。
- 2008年8月25日、東京地方裁判所に民事再生法の適用を申請｡負債総額は621億円｡
- 2009年3月、本社を千代田区に移転。
- 2009年4月、債権者議決で存続が可決され、スポンサー企業である株式会社エクセの下、再生会社としてスタートする。
- 2009年5月、社名をすみれホーム株式会社に変更。